# وینیسیوس دی مورائس
وینیسیوس دی مورائس (انگلیسی: Vinicius de Moraes؛ ۱۹ اکتبر ۱۹۱۳ – ۹ ژوئیهٔ ۱۹۸۰) یک شاعر، خواننده، آهنگساز، خبرنگار، و دیپلمات اهل برزیل بود.